# Bondari (hromada Boczeczky)
Bondari (ukr. Бондарі) – wieś na Ukrainie, w obwodzie sumskim, w rejonie konotopskim, w hromadzie Boczeczky. W 2001 liczyła 337 mieszkańców.